# The Brightside
The Brightside è un singolo del rapper statunitense Lil Peep, pubblicato il 27 luglio 2017 come secondo estratto dal primo album in studio Come Over When You're Sober, Pt. 1. 
La canzone, sia per il nome che per le tematiche, è un riferimento al brano Mr. Brightside di The Killers.

## Video Musicale
Il video musicale per il singolo è stato pubblicato il 27 luglio 2017 e consiste in un montaggio di filmati live riguardanti il tour di Lil Peep negli Stati Uniti e in alcuni paesi europei o momenti di pausa tra un concerto e l'altro del cantante.